# هلفيلة شعثاء
هلفيلة شعثاء (الاسم العلمي: Helvella villosa) هي نوع من الفطريات يتبع جنس الهلفيلة من الفصيلة الهلفيلية.